# 0835
0835 è il prefisso telefonico del distretto di Matera, appartenente al compartimento di Bari.
Il distretto comprende la provincia di Matera. Confina con i distretti di Bari (080) a nord, di Taranto (099) a est, di Castrovillari (0981) a sud, di Lagonegro (0973) e di Potenza (0971) a ovest.

## Aree locali
Il distretto di Matera comprende 31 comuni compresi nelle 5 aree locali di Ferrandina, Grassano (ex settori di Garaguso, Grassano, Irsina e Stigliano), Matera, Pisticci (ex settori di Bernalda e Pisticci) e Scanzano Jonico (ex settori di Montalbano Jonico, Scanzano Jonico e Valsinni).

## Comuni
I comuni compresi nel distretto sono: Accettura, Aliano, Bernalda, Calciano, Cirigliano, Colobraro, Craco, Ferrandina, Garaguso, Gorgoglione, Grassano, Grottole, Irsina, Matera, Miglionico, Montalbano Jonico, Montescaglioso, Nova Siri, Oliveto Lucano, Pisticci, Policoro, Pomarico, Rotondella, Salandra, San Giorgio Lucano, San Mauro Forte, Scanzano Jonico, Stigliano, Tricarico, Tursi e Valsinni .